# Inkster
Inkster är en stad (city) i Wayne County i delstaten Michigan i USA. Staden hade 26 088 invånare, på en yta av 16,20 km² (2020). Inkster ligger cirka 22 kilometer sydväst om Detroit och fungerar som en förort till staden, med villaområden och shoppingcenter.